# Liste der denkmalgeschützten Objekte in Ischgl
Die Liste der denkmalgeschützten Objekte in Ischgl enthält die 21 denkmalgeschützten, unbeweglichen Objekte der Tiroler Gemeinde Ischgl im Bezirk Landeck.

## Denkmäler
| Foto |                 | Denkmal                                                                                      | Standort                                          | Beschreibung | Metadaten |
| ---- | --------------- | -------------------------------------------------------------------------------------------- | ------------------------------------------------- | --- | --- |
| ja   | Datei hochladen | Kapelle hl. Anna HERIS-ID: 39691 Objekt-ID: 39464 TKK: 22543                                 | Bodenalpe 2 Standort KG: Ischgl                   | Die schlichte Kapelle hl. Anna mit einer dreiseitigen Apsis und einem Dachreiter wurde 1620 in der Bodenalpe im Fimbertal errichtet. | BDA-Hist.: Q37990573 Status: Bescheid Stand der BDA-Liste: 2025-06-30 Name: Kapelle hl. Anna GstNr.: .366                                                         |
| ja   | Datei hochladen | Kapelle Maria Hilf HERIS-ID: 39692 Objekt-ID: 39465 TKK: 22544                               | Ebeneweg Standort KG: Ischgl                      | Die barocke zweijochige Kapelle Mariahilf im Weiler Ebene mit außen runder Apsis, innen dreiseitiger Apsis, und einem Dachreiter mit Zwiebelhelm wurde 1676 erbaut und 1793 umgebaut. Die Figuren werden der Werkstatt Johann Georg Witwer zugeschrieben. Gnadenbild Mariahilf aus dem 18. Jahrhundert. | BDA-Hist.: Q37990585 Status: Bescheid Stand der BDA-Liste: 2025-06-30 Name: Kapelle Maria Hilf GstNr.: .808                                                       |
| ja   | Datei hochladen | Friedhof Ischgl HERIS-ID: 75445 Objekt-ID: 88935 TKK: 22601                                  | gegenüber Kirchenweg 10 Standort KG: Ischgl       | Der Friedhof umgibt die Pfarrkirche hl. Nikolaus und hat in der Umfassungsmauer Bildstöcke mit Stationsbildern aus dem Anfang des 18. Jahrhunderts. Es gibt spätbarocke Schmiedeeisenkreuze. | BDA-Hist.: Q38139118 Status: § 2a Stand der BDA-Liste: 2025-06-30 Name: Friedhof Ischgl GstNr.: 1 Friedhof Ischgl                                                 |
| ja   | Datei hochladen | Kriegergedächtniskapelle HERIS-ID: 75448 Objekt-ID: 88938 TKK: 22602                         | gegenüber Kirchenweg 11 Standort KG: Ischgl       | Die Kriegergedächtniskapelle im Friedhof rechts der Pfarrkirche hl. Nikolaus beinhaltet eine barocke Pietà von Johann Ladner aus dem Jahre 1767. | BDA-Hist.: Q38139132 Status: § 2a Stand der BDA-Liste: 2025-06-30 Name: Kriegergedächtniskapelle GstNr.: 1 Friedhof Ischgl                                        |
| ja   | Datei hochladen | Lourdeskapelle Valzur HERIS-ID: 75487 Objekt-ID: 88978 TKK: 22581                            | Ischgl (Mathon-Valzur) Standort KG: Ischgl        | Die Lourdeskapelle Valzur wurde am Anfang des 20. Jahrhunderts errichtet. Die offene Wegkapelle unter gebogenem Ziegeldach hat eine Säulenvorhalle und einen gemauerten Dachreiter. Hinter der vergitterten Nische befindet sich eine Lourdesgrotte, die von Holzskulpturen Herz Jesu und hl. Josef flankiert ist. | BDA-Hist.: Q38139253 Status: § 2a Stand der BDA-Liste: 2025-06-30 Name: Lourdeskapelle Valzur GstNr.: .395                                                        |
| ja   | Datei hochladen | Kapelle hl. Antonius HERIS-ID: 55611 Objekt-ID: 64338 TKK: 22569                             | Ischgl-Versahl, Versahlweg 32 Standort KG: Ischgl | Der zweijochige Kapelle hl. Antonius mit einer eingezogenen fünfseitigen Apsis und einem Dachreiter mit Zwiebelhelm wurde im Weiler Versahl im Jahre 1630 erbaut und 1673 erweitert. | BDA-Hist.: Q38066614 Status: § 2a Stand der BDA-Liste: 2025-06-30 Name: Kapelle hl. Antonius GstNr.: .783 Antoniuskapelle Ischgl                                  |
| ja   | Datei hochladen | Kath. Pfarrkirche hl. Nikolaus HERIS-ID: 55604 Objekt-ID: 64328 TKK: 22599                   | gegenüber Kirchenweg 17 Standort KG: Ischgl       | Die Pfarrkirche hl. Nikolaus, 1443 urkundlich genannt, Pfarrkirche seit dem 16. Jahrhundert, ist ein barocker Saalbau mit gotischen Turm von einem Friedhof umgeben. Gewölbefresken in Medaillons schuf 1756 Anton Kirchebner, urkundlich Mitarbeit von Josef Jais. Den barocken Hochaltar schuf Josef Georg Witwer von 1756 bis 1757. Altarblatt hl. Nikolaus und hl. Achatius von Anton Kirchebner aus dem Jahre 1757. Die Stationsbilder schuf 1813 Alois Grissemann. | BDA-Hist.: Q38066547 Status: § 2a Stand der BDA-Liste: 2025-06-30 Name: Kath. Pfarrkirche hl. Nikolaus GstNr.: .1 Pfarrkirche Ischgl                              |
| ja   | Datei hochladen | Totenkapelle HERIS-ID: 55606 Objekt-ID: 64331 TKK: 22600                                     | neben Dorfstraße 55 Standort KG: Ischgl           | Die Totenkapelle im Friedhof mit steilem geschweiftem Giebel und eingezogener konkav angesetzter Rundapsis ist ein barocker Bau aus dem Jahre 1773. Die Schnitzgruppe Pietà um 1700 des Altares aus dem Jahre 1773 wird Jakob Auer zugeschrieben. Altarbilder von Christian Müller. Figuren von Franz Hosp. Figuren von Johann Ladner. | BDA-Hist.: Q38066568 Status: § 2a Stand der BDA-Liste: 2025-06-30 Name: Totenkapelle GstNr.: 1 Friedhof Ischgl                                                    |
| ja   | Datei hochladen | Kapelle Maria Schnee HERIS-ID: 55608 Objekt-ID: 64334 TKK: 22573                             | neben Dorfstraße 97 Standort KG: Ischgl           | Die Kapelle Maria Schnee mit einem zweijochigen Kapellenbau und einer fünfseitigen Apsis mit Strebepfeilern und einem achtseitigen Dachreiter mit Zwiebelhelm in Pasnatsch wurde 1643 errichtet und 1708 vergrößert. Es gibt Spitzbogenfenster und eine Holzkassettendecke mit Schnitzdekor um 1708. Der Altar aus der Mitte des 17. Jahrhunderts wird Michael Lechleitner zugeschrieben.                                                                                | BDA-Hist.: Q38066581 Status: § 2a Stand der BDA-Liste: 2025-06-30 Name: Kapelle Maria Schnee GstNr.: .38 Maria Schnee, Ischgl                                     |
| ja   | Datei hochladen | Nothelferkapelle Paznaun/hl. Blasius HERIS-ID: 55609 Objekt-ID: 64335 TKK: 22574             | Paznaunweg 11, in der Nähe Standort KG: Ischgl    | Der Altar um 1765 und die Figuren werden der Werkstatt Josef Georg Witwer zugeschrieben. Die Stationsbilder sind von Johann Paul Scheiber aus dem Jahre 1737. | BDA-Hist.: Q1728470 Status: § 2a Stand der BDA-Liste: 2025-06-30 Name: Nothelferkapelle Paznaun/hl. Blasius GstNr.: .714                                          |
| ja   | Datei hochladen | Wohnhaus, Alter Widum HERIS-ID: 75450 Objekt-ID: 88940 TKK: 41754                            | St. Nikolausweg 2 Standort KG: Ischgl             | Der alte Widum von Ischgl. Im Inneren eine Vertäfelung aus dem Jahre 1767. | BDA-Hist.: Q38139147 Status: § 2a Stand der BDA-Liste: 2025-06-30 Name: Wohnhaus, Alter Widum GstNr.: .30                                                         |
| ja   | Datei hochladen | Pfarramt Ischgl, ehem. Frühmesserhaus HERIS-ID: 75417 Objekt-ID: 88906 TKK: 22500            | Kirchenweg 7 Standort KG: Ischgl                  | Das ehemalige Frühmesserwidum nordöstlich der Kirche ist bauinschriftlich 1834 (Stube) und 1836 (Giebelfeld) datiert. Es wird aktuell als Pfarrhaus genutzt. Das gemauerte, zweigeschoßige Gebäude mit vierachsiger Fassade unter weitem Walmdach ist giebelseitig über einen Mittelflurgrundriss erschlossen. In der Mittelachse ein reliefgeschnitztes Marienmedaillon.                                                                                                | BDA-Hist.: Q38138986 Status: § 2a Stand der BDA-Liste: 2025-06-30 Name: Pfarramt Ischgl, ehem. Frühmesserhaus GstNr.: .2                                          |
| ja   | Datei hochladen | Kalvarienberggruppe und sieben Bildstöcke HERIS-ID: 75547 Objekt-ID: 89043 TKK: 22580, 22582 | bei Kalvarienweg 7 Standort KG: Ischgl            | Auf einer Anhöhe südlich des Ortszentrums mit einer Kreuzigungsgruppe von Johann Ladner aus dem Jahre 1763. Die sieben Stationsbildstöcke (vulgo: Fussfallkapelle) wurden 1827 errichtet. Die gemauerten Nischenbildstöcke mit schindelgedecktem Satteldach und Rundbogennische enthalten in den Nischen auf Holztafeln gemalte Passionsdarstellungen in rechteckigem, schwarzem Holzrahmen mit vergoldetem Profil.                                                      | BDA-Hist.: Q38139431 Status: § 2a Stand der BDA-Liste: 2025-06-30 Name: Kalvarienberggruppe und sieben Bildstöcke Ischgl GstNr.: 49/1, 104/1 Kalvarienberg Ischgl |
| ja   | Datei hochladen | Kalvarienberggruppe HERIS-ID: 75526 Objekt-ID: 89018 TKK: 22584                              | Mathon Standort KG: Ischgl                        | Kreuzigungsgruppe aus dem 18. Jahrhundert neben der Kapelle. | BDA-Hist.: Q38139348 Status: § 2a Stand der BDA-Liste: 2025-06-30 Name: Kalvarienberggruppe GstNr.: 2636/3                                                        |
| ja   | Datei hochladen | Expositurkirche hl. Sebastian HERIS-ID: 55697 Objekt-ID: 64484 TKK: 22603                    | Mathon Standort KG: Ischgl                        | Barockkirche von 1674, geweiht 1782 zu Ehren der hll. Sebastian und Rochus | BDA-Hist.: Q38067289 Status: § 2a Stand der BDA-Liste: 2025-06-30 Name: Expositurkirche hl. Sebastian GstNr.: .657 Expositurkirche Mathon                         |
| ja   | Datei hochladen | Friedhof Mathon HERIS-ID: 75528 Objekt-ID: 89020 TKK: 83728                                  | Mathon Standort KG: Ischgl                        | Der Friedhof um die Expositurkirche geht vermutlich wie diese ins 17. Jahrhundert zurück. Er ist von einer Mauer umschlossen, an der die Gräber aufgereiht sind. | BDA-Hist.: Q38139360 Status: § 2a Stand der BDA-Liste: 2025-06-30 Name: Friedhof Mathon GstNr.: .657 Friedhof Mathon                                              |
| ja   | Datei hochladen | Kapelle Hl. 3 Könige HERIS-ID: 55698 Objekt-ID: 64485 TKK: 22579                             | (Mathon) Standort KG: Ischgl                      | Die Kapelle Hll. 3 Könige in Mathon ist ein kleiner barocker Zentralbau aus dem 18. Jahrhundert mit einem Glockendach und Dachreiter mit Zwiebelhelm. Der Altar mit einer Schnitzgruppe Anbetung der Hll. 3 Könige ist ein sogenannter Krippenaltar. Die Figuren Antonius und Franziskus um 1774 werden Johann Ladner zugeschrieben. | BDA-Hist.: Q38067299 Status: § 2a Stand der BDA-Liste: 2025-06-30 Name: Kapelle Hl. 3 Könige GstNr.: .672 Kapelle hl. 3 Könige, Ischgl                            |
| BW   | Datei hochladen | Sebastiansbrunnen HERIS-ID: 75530 Objekt-ID: 89022 TKK: 60746                                | (Mathon) Standort KG: Ischgl                      | Laufbrunnen mit Holzskulptur des hl. Sebastian aus dem 20. Jahrhundert. | BDA-Hist.: Q38139374 Status: § 2a Stand der BDA-Liste: 2025-06-30 Name: Sebastiansbrunnen GstNr.: 2626/2                                                          |
| ja   | Datei hochladen | Kapelle Zu den 7 Schmerzen Mariens HERIS-ID: 55610 Objekt-ID: 64337 TKK: 22572               | (Pardatschalpe) Standort KG: Ischgl               | Die Kapelle zu den 7 Schmerzen Mariä in Unterpardatsch im Fimbertal wurde an der Stelle einer Kapelle aus dem 17. Jahrhundert von 1833 bis 1834 neu erbaut. Es ist eine zweijochige Kapelle mit Rundapsis und Dachreiter mit Zwiebelhaube. Es gibt zahlreiche Votivbilder aus dem 19. und 20. Jahrhundert. | BDA-Hist.: Q38066601 Status: § 2a Stand der BDA-Liste: 2025-06-30 Name: Kapelle Zu den 7 Schmerzen Mariens GstNr.: .119                                           |
| ja   | Datei hochladen | Kapelle hl. Gallus Oberpardatsch HERIS-ID: 75469 Objekt-ID: 88960 TKK: 22575                 | (Pardatschalpe) Standort KG: Ischgl               | Die Kapelle wurde 1736 errichtet und 1739 neu gebaut. Dieser Bau wurde 2002 illegal abgerissen und etwas versetzt durch einen Neubau aus Beton in den gleichen barocken Formen ersetzt. Die zweijochige Kapelle weist eine eingezogene Rundapsis und ein steiles, schindelgedecktes Satteldach auf. An der Eingangsfassade befindet sich ein Fresko mit einer Darstellung des Guten Hirten.                                                                              | BDA-Hist.: Q38139209 Status: § 2a Stand der BDA-Liste: 2025-06-30 Name: Kapelle hl. Gallus Oberpardatsch GstNr.: .376                                             |
| ja   | Datei hochladen | Wegkapelle Hl. 3 Könige in Platt HERIS-ID: 75486 Objekt-ID: 88977 TKK: 22545                 | Plattweg 7 Standort KG: Ischgl                    | Die barocke einjochige Kapelle mit Rundapsis und Dachreiter mit Zwiebel in Platt beinhaltet eine Madonnenstatue aus der Mitte des 17. Jahrhunderts, welche Michael Lechleitner zugeschrieben wird. | BDA-Hist.: Q38139237 Status: § 2a Stand der BDA-Liste: 2025-06-30 Name: Wegkapelle Hl. 3 Könige in Platt GstNr.: .799                                             |

## Ehemalige Denkmäler
| Foto |                 | Denkmal                                          | Standort                               | Beschreibung | Metadaten                                                                                         |
| ---- | --------------- | ------------------------------------------------ | -------------------------------------- | --- | ------------------------------------------------------------------------------------------------- |
| ja   | Datei hochladen | Widum Mathon Objekt-ID: 89034 TKK: 41755bis 2017 | Mathoner Straße 21 Standort KG: Ischgl | 1701 wurde das erste Widum für den Kaplan von Mathon erbaut. Der heutige Bau wurde 1767 errichtet und 1840 vergrößert. Der zweigeschoßige Bau mit Satteldach ist im Stil der regionalen bäuerlichen Architektur gehalten und im Stubenbereich in Kantblockbauweise gezimmert, im Bereich von Flur und Küche gemauert. | BDA-Hist.: Q38139412 Status: § 2a Stand der BDA-Liste: 2017-06-23 Name: Widum Mathon GstNr.: .653 |